# همه عشق من
همه عشق من (آلمانی: Geschwister) یک فیلم در ژانر درام به کارگردانی ادوارد برگر است که در سال ۲۰۱۹ منتشر شده. از بازیگران این فیلم می‌توان به لارس آیدینگر و والری پاکنر اشاره کرد.